# Mody N'diaye
Mody N'diaye, né le 2 novembre 1959 à Barouéli et mort le 24 mai 2019, était un député malien.

## Carrière
Il est titulaire d'une maîtrise en Economie et d'un diplôme Supérieur en Finance et Banque. Il a travaillé au sein de grandes entreprises dont (SONATAM) et est consultant formateur en gestion d'entreprise. 
Il a occupé des postes dans différents ministères :
- DAF du ministère de l'Économie ; conseiller technique chargé de l'Industrie ;
- Secrétaire général du ministère des mines, du commerce et du transport.

Il fut  le 9e vice-président de l'Union pour la république et la démocratie.
Il a été le président du groupe parlementaire VRD.